# Référendum constitutionnel centrafricain de 2015
Un référendum constitutionnel a lieu en République centrafricaine pour clore la période de transition consécutive à la troisième guerre civile centrafricaine. D'abord prévu le 4 octobre 2015, il se tient finalement les 13 et 14 décembre suivant.
Le référendum ratifie la nouvelle constitution qui reprend notamment la limite de deux mandats présidentiels, la création d'un Sénat et d'une Haute Cour de Justice, ainsi que l'affirmation d'une lutte contre la corruption. La nouvelle Constitution instaure la VIe République.

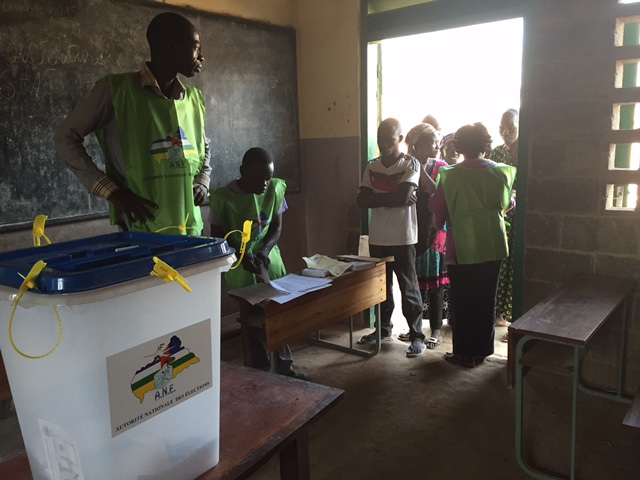
Vote dans le quartier Combattant de Bangui le 13 décembre.

Les résultats définitifs font état d'une participation de 38 % et un taux d'approbation du texte constitutionnel de 93 %.

## Résultats
Les résultats sont communiqués le 21 décembre 2015 par l'Autorité nationale des élections.
| Choix                     | Votes     | %      |
| ------------------------- | --------- | ------ |
| Pour                      | 689 182   | 93,00  |
| Contre                    | 51 874    | 7,00   |
|                           |           |        |
| Votes valides             | 741 056   |        |
| Votes blancs et invalides |           |        |
| Total                     |           | 100    |
| Abstention                |           |        |
| Inscrits/Participation    | 1 954 433 | ≥37,92 |